# Estépar
Estépar település Spanyolországban, Burgos tartományban. Estépar Frandovínez, Cavia, Cayuela, Albillos, Arcos de la Llana, Villangómez, Presencio, Mazuela, Pampliega, Celada del Camino, Tamarón, Iglesias, Hornillos del Camino és Rabé de las Calzadas községekkel határos. Lakosainak száma 634 fő (2024).

## Népesség
A település népessége az utóbbi években az alábbiak szerint változott:
| Lakosok száma | 828  | 797  | 777  | 739  | 725  | 687  | 643  | 589  | 604  | 634  |
|               | 2001 | 2004 | 2006 | 2009 | 2011 | 2014 | 2016 | 2019 | 2021 | 2024 |